# یوکوشیبا، چیبا
یوکوشیبا، چیبا (به لاتین: Yokoshiba) یک منطقهٔ مسکونی در ژاپن است که در کانتو واقع شده‌است. یوکوشیبا ۱۴٬۵۸۹ نفر جمعیت دارد.